# Giroscópio

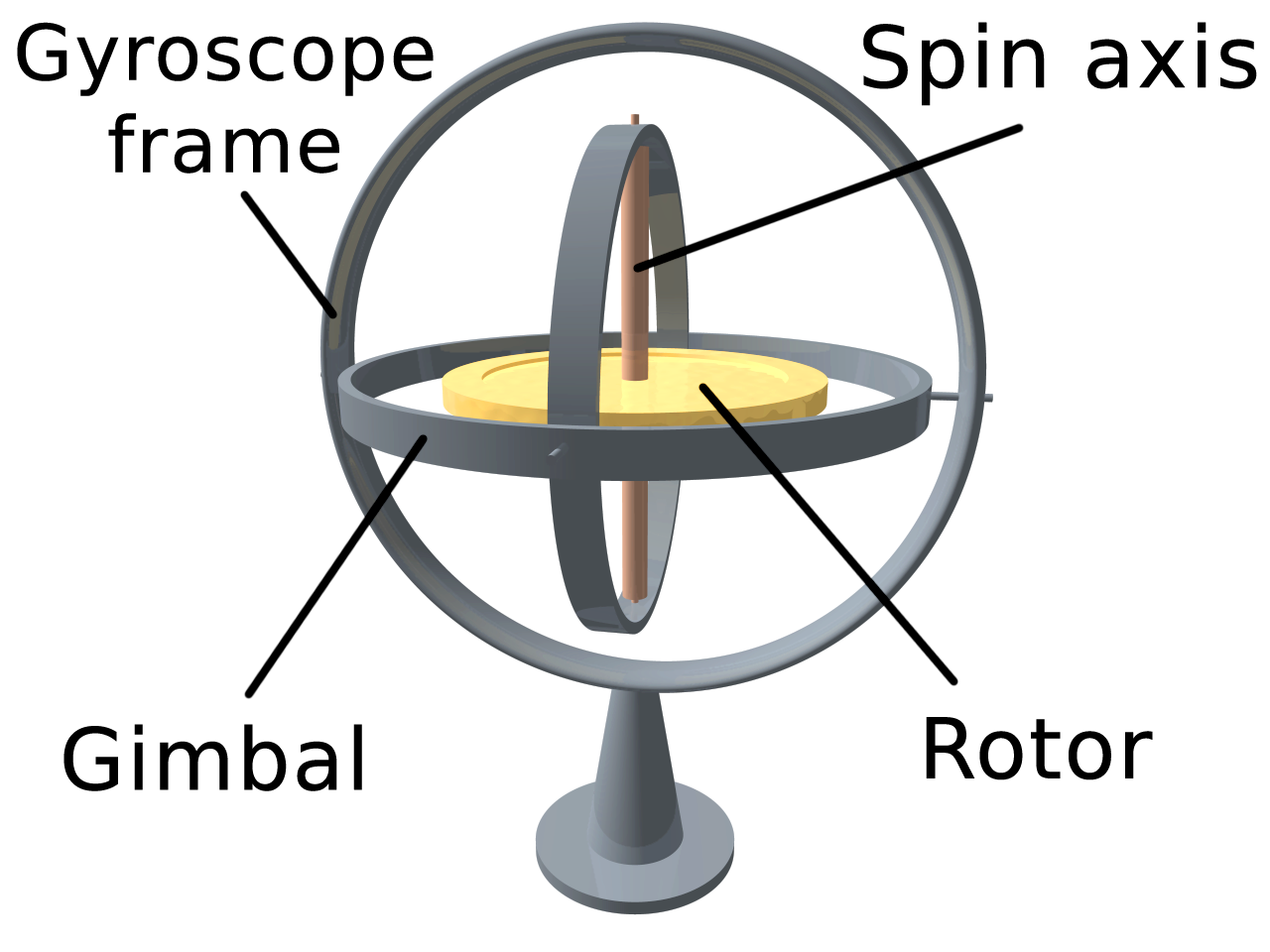
Um giroscópio.

Um giroscópio em ação. Com 3 eixos de liberdade, o rotor se estabilizará independentemente da orientação da estrutura. Geralmente, um ou dois eixos são travados para se fazer uso do efeito giroscópico.

Giroscópio é um dispositivo cujo eixo de rotação mantém sempre a mesma direção na ausência de forças que o perturbem, seja qual for a direção do veículo que o conduz, e que é composto de um disco rígido ou um volante que gira em grande velocidade ao redor de um eixo de revolução e é suspenso de modo a ter liberdade de movimentos [É usado em diferentes aparelhos de navegação]. Seu funcionamento baseia-se no princípio da inércia. O eixo em rotação tem um efeito de memória que guarda direção fixa em relação ao círculo máximo, dispensando as coordenadas geográficas. O giroscópio veio a substituir a bússola (agulha magnética) na navegação marítima. Na aviação, serve de girocompasso e piloto automático, permitindo o voo em condições de visibilidade zero. No espaço o dispositivo é utilizado para guiar as espaçonaves.
O giroscópio consiste essencialmente em uma roda livre, ou varias rodas, para girar em qualquer direção e com uma propriedade: opõe-se a qualquer tentativa de mudar sua direção original. Exemplo facilmente observável é que, ao girar a roda de uma bicicleta no ar e tentar mudar a direção de seu eixo bruscamente, percebe-se uma enorme reação.
Dessa maneira, o giroscópio serve apenas para verificar a direção. Ou seja, é possível movimentar um giroscópio normalmente no espaço sem qualquer trabalho além do necessário para transportar sua massa. A resistência surge contrária a forças que atuem de maneira a rotacionar seu eixo de rotação a qualquer configuração não paralela à sua posição original. Assim, um veículo munido de um giroscópio e sensores apropriados pode medir com precisão qualquer mudança em sua orientação, exceto rotações que ocorram no plano de giro dos discos do giroscópio. Por essa razão, normalmente são utilizados dois giroscópios perpendiculares de modo a integralizar a possibilidade de detecção de variações na orientação.
É usado como auxiliar em navegação de helicópteros radio controlados, corrigindo automaticamente o curso.
As agências espaciais utilizam um aparelho baseado no giroscópio conhecido como giroscópio humano para o treinamento de astronautas. O astronauta utiliza o peso como motor e tem a sensação de "driblar a gravidade". Somente depois de estar apto ao Giroscópio humano o astronauta estará pronto para fazer viagens espaciais.

## Uso Moderno

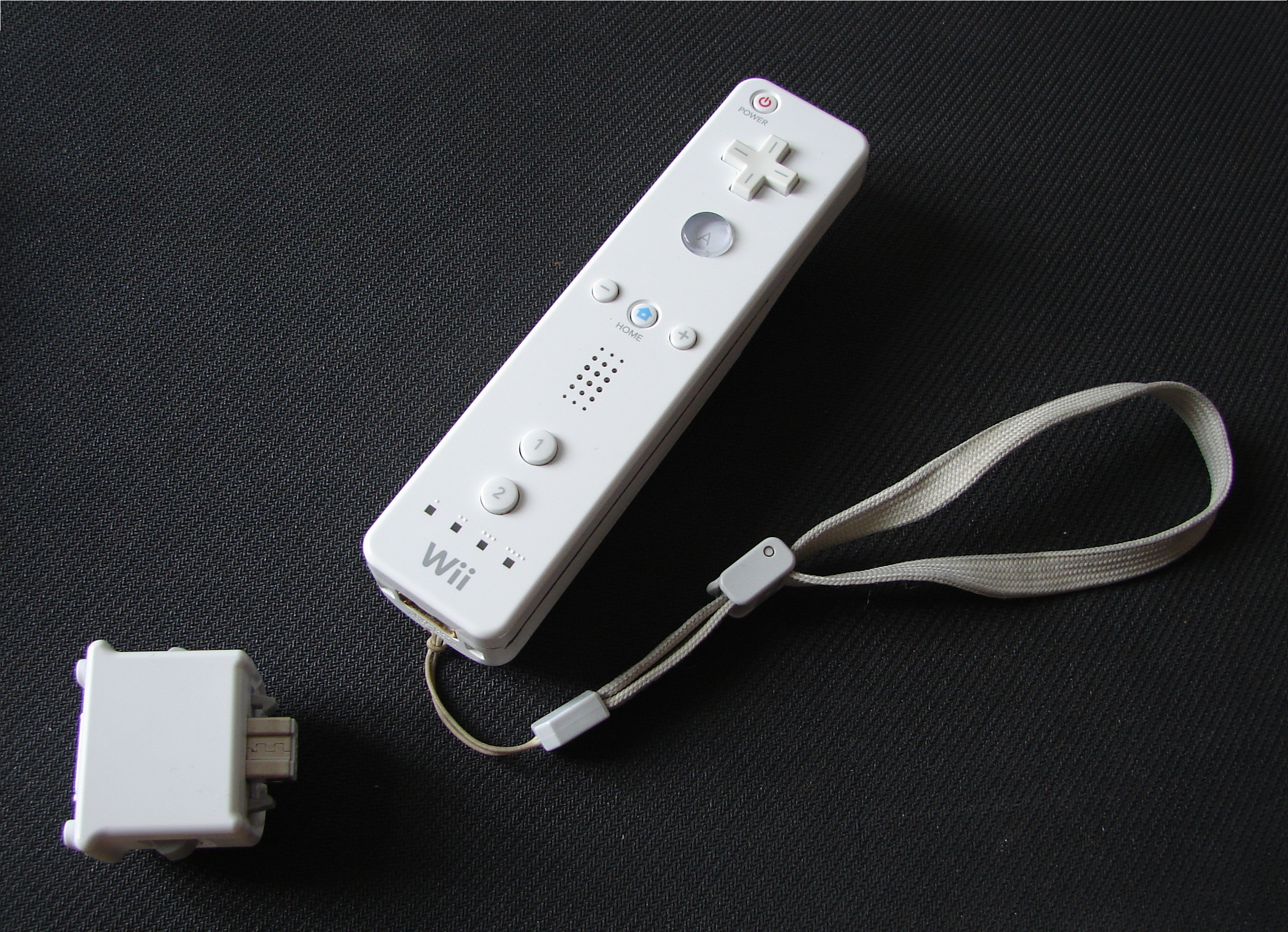
O Wii Remote com o Wii MotionPlus.

A Nintendo integrou o giroscópio com o console Wii através do "Wii MotionPlus", um hardware que é conectado ao Wii Remote. Possuindo uma capacidade de simular uma representação mais precisa 1:1 no espaço 3D em relação à simulação dentro do jogo, o giroscópio adicional permitiu à Nintendo criar jogos de movimento mais intenso.
A Nintendo em 2011 lançou um de seus mais novos consoles portáteis, o Nintendo 3DS (o console que deu abertura a Oitava Geração dos consoles) que também possui giroscópio.